# آنا لوسيا دومينيجيز
آنا لوسيا دومينيجيز توبون (بالإسبانية: Ana Lucía Domínguez Tobón)‏ وهي ممثلة كولومبية ولدت في يوم 2 ديسمبر 1983 في مدينة بوغوتا كولومبيا مثلت في مسلسل آلام خفية.

## روابط خارجية
- آنا لوسيا دومينيجيز على موقع IMDb (الإنجليزية)
- آنا لوسيا دومينيجيز على موقع أول موفي (الإنجليزية)
- آنا لوسيا دومينيجيز على موقع قاعدة بيانات الفيلم (الإنجليزية)